# Marcello Farrabi
Marcello Farrabi (Varese, 7 dicembre 1949) è un ex calciatore italiano, di ruolo centrocampista.

## Carriera
Nella stagione 1971-1972 gioca 8 partite nella seconda divisione francese con la maglia del Sedan, che, grazie al primo posto nel girone A del campionato, viene promosso in prima divisione.
Nella stagione successiva, disputata in massima serie, Farrabi gioca stabilmente da titolare: scende infatti in campo in 36 delle 38 partite di campionato, segnando anche un gol, e gioca 2 partite in Coppa di Francia; viene riconfermato anche per la stagione 1973-1974, nella quale gioca ulteriori 10 partite nella prima divisione francese, campionato che il Sedan conclude all'ultimo posto in classifica e, quindi, con la retrocessione in seconda divisione.
Nella stagione 1974-1975 Farrabi gioca 3 partite in Division 2, mentre nella stagione 1975-1976 torna a giocare con regolarità: oltre a raccogliere una presenza in Coppa di Francia, totalizza infatti 23 presenze e 2 reti nel campionato di Division 2, che il Sedan conclude con una retrocessione in terza divisione.
In carriera ha giocato in totale 46 partite nella prima divisione francese e 34 partite in seconda divisione.

## Palmarès

### Club

#### Competizioni nazionali
- Campionato francese di seconda divisione: 1

Sedan: 1971-1972 (girone A)